# Ernest I, Duce al Austriei
Ernest I, supranumit cel de Fier, (în germană: Ernst der Eiserne; n.c. 1377, Bruck an der Mur – d. 10 iunie 1424, Bruck an der Mur) a aparținut Casei de Habsburg și a fost duce al Stiriei, Carintiei și Crainei. El a fost primul dintre membrii  familiei de Habsburg care a folosit titlul de Arhiduce al Austriei după Rudolf al IV-lea, fără ca acest titlu să fi fost recunoscut și acceptat oficial.

## Biografie
Ducele Ernest al Austriei a fost fiul ducelui Leopold al III-lea de Habsburg (1351–1386) din căsătoria cu Viridis Visconti, fiica lui Bernabò Visconti, stăpânul ducatului Milano și a soției sale Beatrice della Scala⁠(d).
Porecla „cel de Fier” este considerată a fi legată de caracterul și de aspectul fizic al lui Ernest. Ca și în cazul altor conducători din Evul Mediu, nu există o explicație sigură a apariției poreclei sale și la ce se referă de fapt, fiind apărută abia după moartea sa.

### Începutul domniei
După moartea tatălui său, ducele Leopold al III-lea, în Bătălia de la Sempach în 1386, Ernest s-a aflat inițial sub tutela unchiului său Albert al III-lea. După moartea acestuia în 1395, Wilhelm, fratele mai mare al lui Ernest, a preluat tutela sa.
În 1401 Ernest l-a însoțit pe regele romano-german Rupert în campania din Italia împotriva ducatului Milano stăpânit de familia Visconti.
În 1402 el a devenit coregent în teritoriile stăpânite de Wilhelm, cu excepția ducatului Stiriei.

### Disputele cauzate de moartea lui Wilhelm
Moartea lui Wilhelm în 1406 a dus la dispute între Ernest și fratele său mai mare, Leopold al IV-lea pentru succesiunea și tutela nepotului lor, Albert al V-lea (care fusese exercitată de Wilhelm începând de la moartea lui Albert al IV-lea tatăl acestuia). Înainte ca un război să izbucnească au intervenit în medierea conflictului stările generale convingându-i pe cei doi duci să accepte soluția propusă de ei. Ca urmare în toamna anului 1406 la împărțirea teritoriilor habsburgice Leopold a primit ducatelor Carintia și Craina, iar Ernest a primit ducatul Stiriei, renunțând la tutela lui Albert al V-lea și la guvernarea ducatului Austriei în favoarea lui Leopold, iar comitatul Tirol și Austria Anterioară au revenit fratelui lor mai mic, Frederic al IV-lea. Desigur decizia lui Ernest de a renunța la ducatul Austriei, la Viena și la bogăția cetățenilor ei, nu a fost una ușoară. Între cei doi duci cu caractere asemănătoare, iubitori de putere, neîncrezători, stăpâniți de invidie și gelozie,  cu prima ocazie a reizbucnit conflictul abia închis. În 1407 Ernest a revendicat din nou tutela nepotului său, Albert, ceea ce a provocat în noiembrie același an o confruntare militară cu Leopold. Aceasta a dus, de asemenea, la un conflict pe care literatura de specialitate l-a numit „război civil” în care a fost implicat orașul Viena. Baronii și patricienii erau de partea lui Ernest, în timp meșteșugarii și cavalerii îl susțineau pe Leopold. Aparent Leopold era sprijinit de o mare parte a populației, ceea ce a stârnit nemulțumirea nobilimii. Urmare a acestui conflict pe 11 iulie 1408 au fost executați primarul Vienei Konrad Vorlauf și consilierii Konrad Ramperstorffer și Hans Rockh. Disputa dintre cei doi duci s-a încheiat pe 13 martie 1409 după ce viitorul împărat Sigismund fusese solicitat să arbitreze conflictul. El a decis ca Leopold și Ernest să dețină împreună tutela nepotului lor.
Pe 24 aprilie 1411 reprezentanții stărilor generale au cerut lui Ernest și lui Leopold să respecte termenul fixat pentru declararea majoratului lui Albert al V-lea. Deoarece aceștia nu s-au grăbit să îndeplinească cererea lor, reprezentanții păturilor sociale l-au declarat pe Albert major și apt să guverneze pe 2 iunie 1411. A doua zi Leopold al IV-lea a murit pe neașteptate (foarte probabil datorită unui atac cerebral cauzat de criza de furie ce l-a cuprins la aflarea veștii), iar Ernest a trebuit să renunțe la pretențiile sale de a cârmui Ducatul Austriei. Ca succesor al lui Leopold, Ernest a preluat ducatele Carintia și Craina. Astfel el a unit sub conducerea sa teritoriile care începând din 1446 au fost cunoscute ca „țările interioare” sau Austria Interioară care cuprindea: Stiria, Carintia, Craina și Istria.

### Titlul de Arhiduce
Conform Privilegium maius membrii familiei de Habsburg purtau titlul de Arhiduce, drept care decurgea din faptul că ei stăpâneau Ducatul Carintia, iar conducătorul acestui ducat, așa cum relatează și Johann de Viktring în cronica sa, potrivit unei prevederi din Schwabenspiegel⁠(d) (Oglinda Suabiei), avea calitatea de maestru imperial de vânătoare (în germană Reichsjägermeister), ceea ce era o funcție imperială (Reichszamt). Pe 18 martie 1414, ducele Ernest a primit omagiul în calitate de Duce al Carintiei de la fermierii liberi pe Piatra Principelui (în germană Fürstenstein) la Zollfeld lângă Klagenfurt. Acest omagiu era ritualul instaurării puterii conform unei vechi tradiții transmise de la predecesorii săi (ducii Albert al II-lea și Otto al IV-lea au îndeplinit și ei acest ceremonial). Ernest a fost ultimul duce al Carintiei care a împlinit acest ritual. Începând din acest moment el s-a denumit Arhiduce al Austriei. Reacțiile contemporanilor au fost diferite. Supușii, chiar și cei care îi erau adversari, au acceptat noul său titlu, însă recunoașterea acestuia de către vreunul dintre papi nu a fost însă dovedită. În timp ce mulți prinți ecleziastici și laici și ocazional fratele său mai mic, Frederic, îi acceptau lui Ernest titlul de arhiduce, regele Sigismund nu l-a recunoscut, ceea ce a fost probabil și cazul lui Albert al V-lea. Probabil Sigismund nu a luat măsuri contra faptului că Ernest folosea acest titlu nerecunoscut oficial ci s-a limitat la a nu îl folosi.
Ernest a fost primul Habsburg de la Rudolf al IV-lea care a folosit titlul de Arhiduce în documentele emise. Titlul său înscris în documente era: „Ernest cu voia lui Dumnezeu arhiduce al Austriei, Stiriei, Carintiei și Crainei, conte de Tirol, Habsburg, Pfirt și Kyburg, stăpân în Marca Vindica și Portenau, margraf de Burgau și landgraf în Alsacia și Breisgau” (în germană „Ernst von gotes genaden erzherzog ze Osterreich, ze Steyr, ze Kernden und zu Krayn, grafe zu Tyrol, ze Habspurg, ze Phyrtt und ze Kyburg, herre auf der Windischen Marich und ze Portnaw, marggraf ze Burgaw und lantgraf in Elsassen und in Brisgaw”). Titlu său cel scurt se limita la denumirea principalelor teritorii și a demnității arhiducale astfel: „Arhiduce de Austria, Stiria, Carintia, Carniola, Contele Tirolului etc.” El nu numai că a folosit titlul de Arhiduce în documente, dar s-a lăsat și reprezentat cu acest titlul (de exemplu într-o miniatură de Heinrich Aurhaym din jurul anului 1415 și pe placa sa de mormânt).

### Ultima parte a domniei
În 1414 Ernest a făcut un pelerinaj la Ierusalim. Traseul trecea prin Veneția, Tarvisio și Portenau. În Ierusalim Ernest a primit titlul de Cavaler al Ordinului Sfântului Mormânt.
Ernest este considerat unul dintre adversarii regelui Sigismund. În 1415 acesta i-a impus interdicția imperială lui Frederic, fratele său, iar Ernest a încercat, fără a reuși, să preia teritoriul lui Frederic. În 1416/1417 s-a aliat cu fratele său  și a apărat Tirolul împotriva pretențiilor regelui Sigismund, forțându-l pe acesta să renunțe la majoritatea pretențiilor sale. Ca regent al Austriei Interioare, el și-a gestionat cu fermitate drepturile de suveran. Prin Ernest și prin fiul său, Frederic al V-lea (numit ulterior Frederic al III-lea ca împărat romano-german), și invidi Leopoldină a supraviețuit Liniei Albertine și celei Tiroleze, moștenind teritoriile Casei de Habsburg.
Ernest a murit la Bruck an der Mur în 1424 și a fost înmormântat în Mănăstirea cisterciană Rein de lângă Graz, lângă prima sa soție. Tutela copiilor săi minori și, de asemenea, regența ducatelor sale au fost preluate de ducele Frederic al IV-lea.

### Căsătorii și decendenți
Ducele Ernest a fost căsătorit de două ori. Pe 14 ianuarie 1392 s-a căsătorit  la Bruck an der Mur cu Margareta de Pomerania (1366-1407), fiica ducelui Bogislav al V-lea de Pomerania și a soției lui, Adelaida de Braunschweig-Grubenhagen. Sora vitregă mai mare a Margaretei, Elisabeta (n.c. 1345 – d. 1393) a fost cea de-a patra soție a împăratului Carol al IV-lea și mama împăratului Sigismund de Luxemburg. După moartea Margaretei, pe baza legăturii de rudenie, dar fără niciun drept legal real, Sigismund a cerut în mod repetat să i se restituie zestrea mamei sale. Prima căsătorie a lui Ernest a rămas fără urmași.
Cea de-a doua căsătorie a avut loc în februarie 1412 la Bruck an der Mur cu Cimburga de Mazovia (1394–1429), nepoata regelui polonez Vladislav al II-lea și fiica ducelui Siemovit al IV-lea de Mazovia și a ducesei Alexandra de Lituania. Din această căsătorie au rezultat nouă copii:
- Frederic al III-lea (1415–1493) împăratul Sfântului Imperiu Roman, căsătorit în 1452 cu infanta Eleonora a Portugaliei (1436–1467), fiica regelui portughez Eduard I și a soției lui, Eleonora de Aragon;
- Margareta (1416–1486) căsătorită în 1431 cu principele elector Frederic al II-lea al Saxoniei (1412–1464), fiul lui Frederic I și al soției sale Caterina de Braunschweig-Lüneburg;
- Albert al VI-lea (1418–1463) căsătorit în 1452 cu prințesa Matilda a Palatinatului (1419–1482), văduva contelui Ludovic I de Württemberg-Urach și fiica principelui elector Ludovic al III-lea al Palatinatului și a soției sale Matilda de Savoia;
- Caterina (1420–1493) căsătorită în 1447 cu margraful Carol I de Baden (1427–1475), fiul margrafului Iacob I de Baden și al soției sale Caterina de Lorena;

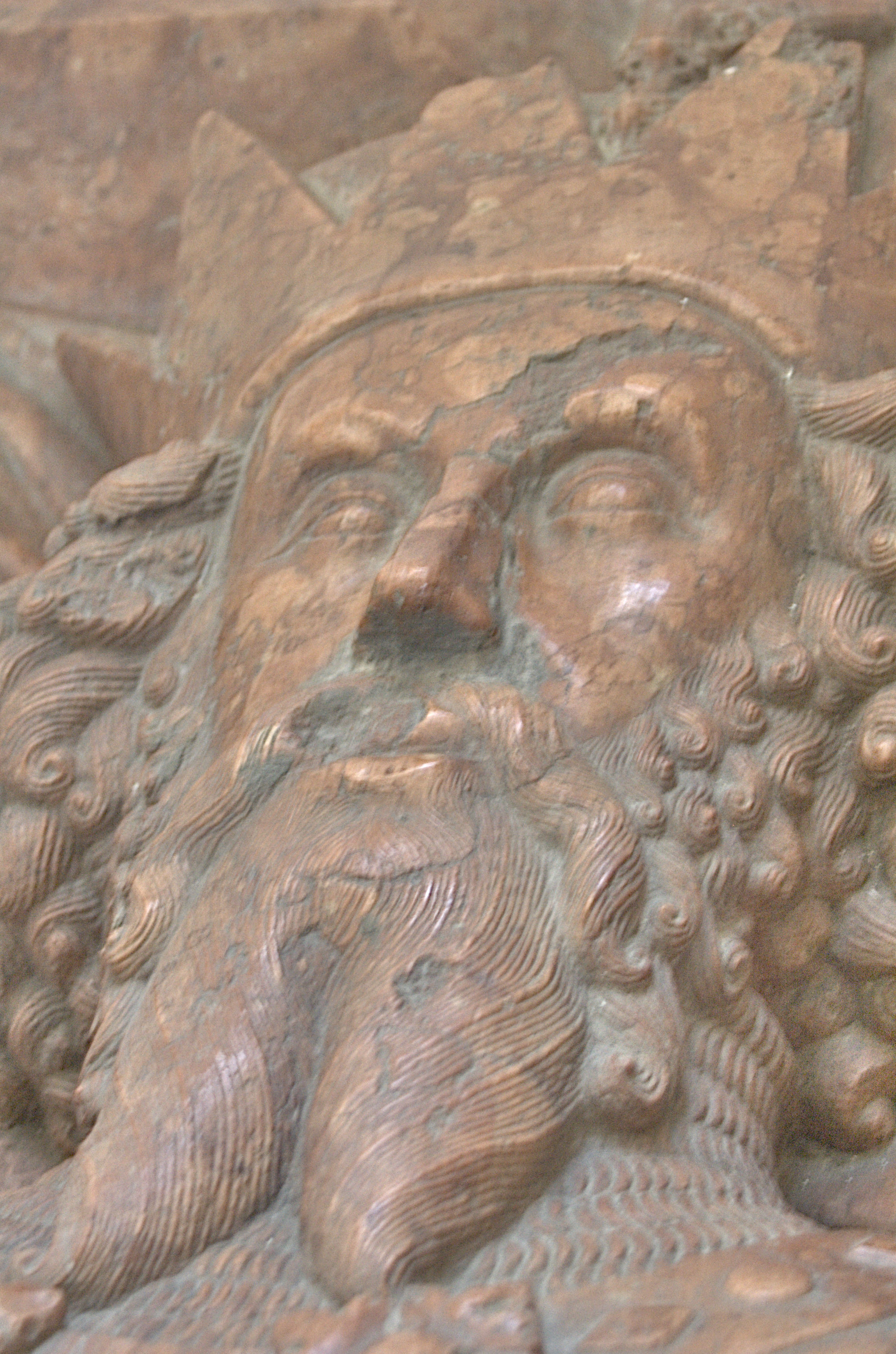
Reprezentarea ducelui Ernest pe placa sa de mormânt

- Ernest (1420–1432);
- Alexandra (n./d. 1421);
- Anna (n./d. 1422);
- Rudolf (n./d. 1424);
- Leopold (n./d. 1424).